# Çò des de Pedrò
Çò des de Pedrò és una casa de Vilac al municipi de Vielha e Mijaran (Vall d'Aran) inclosa a l'Inventari del Patrimoni Arquitectònic de Catalunya.

## Descripció
És una casa de dues plantes amb teulada de doble vessant, definides per obertures amb batents de fusta. Hem de suposar que en afegir un balcó damunt de la porta, de fàbrica, fou traslladat al mur de tancament de la cort (a l'altra banda del carrer). Un bloc de marbre duu la inscripció del primer propietari: F(rancesc) A(ates) seguida de l'any 1919 i d'una creu encerclada. Dins de la cort, una pedra de característiques semblants reporta l'any 1922. Però l'element més sobresortint d'aquesta casa no és pas la qualitat dels elements constructius sinó la decoració de la façana, pintada bàsicament de vermell i blanc, amb motius geomètrics que encerclen les obertures i també una mena de flors en relleu, tot això sota una cornisa de l'època que l'aixopluga.

## Història
En Bernat d'Ateç surt en una primerenca relació de tributs al segle xiv. En el llibre de Vilac, any 1730, trobem esment de tres cases amb els cognoms Ates, bé que tot indica que aquesta s'ha de relacionar amb Pedro Joan Ates de David de Naut, que en seria el fundador. Els colors molt vius sobre el fons més aviat pàl·lids són tradicionals en les façanes de la vall, especialment en els batents de fusta; és tradició que hom aprofitava la pintura de marcar el bestiar.